# Phaon camereunica
Phaon camereunica är en trollsländeart som först beskrevs av Fraser 1941.  Phaon camereunica ingår i släktet Phaon och familjen jungfrusländor. Inga underarter finns listade i Catalogue of Life.